# Chytonix perssoni
Chytonix perssoni là một loài bướm đêm trong họ Noctuidae.